# Konstytucja kwietniowa

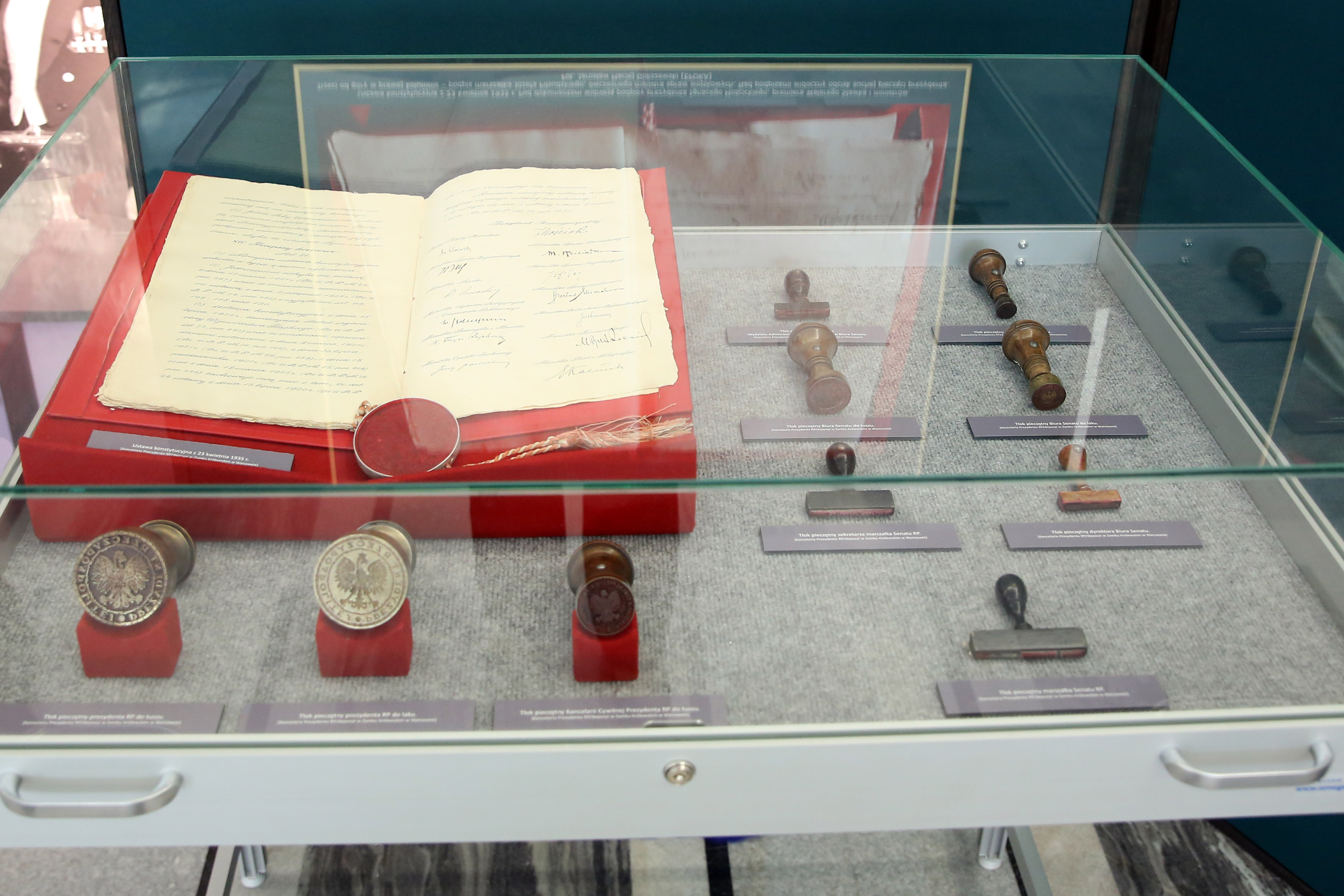
Konstytucja kwietniowa prezentowana w czasie wystawy Insygnia wolności w Senacie (2015)

Konstytucja kwietniowa – ustawa zasadnicza II Rzeczypospolitej podpisana przez prezydenta Ignacego Mościckiego 23 kwietnia 1935 roku. Weszła w życie następnego dnia. W niektórych tekstach przedwojennych używano określenia konstytucja styczniowa, które pochodziło od miesiąca zakończenia nad nią prac w Sejmie i Senacie.
Na jej mocy wprowadzono w Polsce system prezydencki o charakterze autorytarnym, określany we współczesnej doktrynie prawa konstytucyjnego jako neoprezydencki, hiperprezydencki, superprezydencki lub swoisty system prezydencki. Ustawa konstytucyjna została uchwalona z naruszeniem przepisów konstytucji marcowej dotyczących zmiany konstytucji i zwierzchnictwa narodu, co było wyrazem autorytarnych tendencji obozu rządzącego.
22 lipca 1944 w ogłoszonym w Moskwie manifeście marionetkowy Polski Komitet Wyzwolenia Narodowego uznał konstytucję kwietniową za bezprawną, co było podstawą odrzucenia przezeń ciągłości prawnej rządu RP na uchodźstwie wynikającej z nominacji Władysława Raczkiewicza na prezydenta RP przez prezydenta RP Ignacego Mościckiego w trybie art. 24 konstytucji (wyznaczenie następcy w czasie wojny). Konstytucja kwietniowa nie została uchylona ani przez Małą Konstytucję z 1947, ani przez Konstytucję PRL z 22 lipca 1952 w przepisach ją wprowadzających. Dotyczyło to również aktów normatywnych rangi ustawowej wydanych po dniu 23 kwietnia 1935 r., a stanowiących wykonanie przepisów konstytucji kwietniowej. Te ostatnie, jak wskazywano, „upadły wraz z tą konstytucją”. Jako takie uznawano np. ordynację wyborczą do Sejmu z dnia 8 lipca 1935 r. (Dz.U. z 1935 r. nr 47, poz. 319), ordynację wyborczą do Senatu z dnia 8 lipca 1935 r. (Dz.U. z 1935 r. nr 47, poz. 320), ustawę z dnia 8 lipca 1935 r. o wyborze Prezydenta Rzeczypospolitej (Dz.U. z 1935 r. nr 47, poz. 321), ustawę z dnia 14 lipca 1936 r. o Trybunale Stanu (Dz.U. z 1936 r. nr 56, poz. 403), ustawę z dnia 2 stycznia 1936 r. o wykonywaniu kontroli parlamentarnej nad długami Państwa (Dz.U. z 1936 r. nr 2, poz. 3), ustawę z dnia 23 czerwca 1939 r. o stanie wyjątkowym (Dz.U. z 1939 r. nr 57, poz. 366), ustawę z dnia 23 czerwca 1939 r. o stanie wojennym (Dz.U. z 1939 r. nr 57, poz. 366). 22 grudnia 1990 wybrany demokratycznie prezydent Rzeczypospolitej Polskiej Lech Wałęsa przejął oficjalnie przy przyjęciu urzędu insygnia władzy prezydenta RP od Ryszarda Kaczorowskiego, ostatniego prezydenta RP na obczyźnie powołanego w trybie konstytucji kwietniowej. Jednak przepisy uchylające konstytucję kwietniową i akty normatywne stanowiące wykonanie jej przepisów nie pojawiły się zarówno w Małej Konstytucji z 1992, jak i w Konstytucji RP z 2 kwietnia 1997. 16 kwietnia 1998 Senat Rzeczypospolitej Polskiej przyjął uchwałę o ciągłości prawnej między II a III Rzecząpospolitą Polską, w której stwierdził w punkcie 2 uchwały, że Konstytucja PRL z 22 lipca 1952 nie uchyliła konstytucji kwietniowej z 23 kwietnia 1935 i porządku prawnego II RP. W opinii przedstawionej przez Biuro Legislacyjne Kancelarii Senatu stwierdzono, że konstytucja kwietniowa z 1935 r. utraciła moc obowiązującą na zasadzie desuetudo, czyli z powodu długotrwałego niestosowania jej norm w praktyce.

## Geneza
Nowela sierpniowa i wynikająca z niej ustawa o pełnomocnictwach dla rządu ograniczały uprawnienia parlamentu. Dodatkowo dochodziła praktyka tzw. precedensów konstytucyjnych, czyli naruszanie konstytucji poprzez wykrętne i niezgodne z jej duchem interpretowanie.
Zmianę konstytucji zwolennicy marszałka Józefa Piłsudskiego planowali już od zamachu majowego (12 maja 1926). Przed wyborami 1928 roku powstało ugrupowanie skupiające zwolenników sanacji – Bezpartyjny Blok Współpracy z Rządem, z pułkownikiem Walerym Sławkiem na czele. W wyniku wyborów w marcu 1928 roku żadne z ugrupowań nie uzyskało wystarczającej liczby głosów dla przegłosowania własnej wersji rewizji konstytucji. Pomimo tego przyjęto wniosek sanacji w sprawie przystąpienia do prac nad zmianą konstytucji, wniesiony 31 października 1928 r.

### Projekt BBWR
Projekt konstytucji BBWR liczył sobie 70 artykułów. Zrywał on z trójpodziałem władzy, stawiając na zdecydowane wzmocnienie roli prezydenta. Miał on być wybierany na 7 lat, spośród dwóch kandydatów: jednego zgłoszonego przez poprzedniego prezydenta, a drugiego zgłoszonego przez Zgromadzenie Narodowe. W wypadku, gdy nie mógłby on tymczasowo sprawować swego urzędu, zastępowałby go premier (a nie marszałek Sejmu). Według projektu BBWR-u miałby on szereg prerogatyw, niewymagających kontrasygnaty premiera. Były to m.in.: niezależne od parlamentu powoływanie premiera, możliwość rozwiązywania obu izb, inicjatywa ustawodawcza i weto zawieszające. W przypadku udzielenia rządowi wotum nieufności, prezydent mógłby zdymisjonować rząd lub rozwiązać parlament. Rząd ponosiłby jednak odpowiedzialność polityczną przede wszystkim przed prezydentem, ograniczono odpowiedzialność parlamentarną.
Dodatkowo sanacja chciała podwyższenia cenzusu wieku w wyborach parlamentarnych. Prawo czynne – 24 lata, prawo bierne – 30 lat. Planowano również zwiększenie znaczenia Senatu, poprzez powiększenie liczby senatorów do 150, w 1/3 nominowanych przez prezydenta.

### Projekt lewicy sejmowej
Lewica sejmowa (PPS, PSL „Wyzwolenie” i Stronnictwo Chłopskie) w swoim projekcie chciała przede wszystkim likwidacji Senatu i wprowadzenie wyborów powszechnych na prezydenta. Opowiadała się także za prawem inicjatywy ustawodawczej dla obywateli, przyznaniem autonomii terytorialnej mniejszościom narodowym zamieszkującym Polskę, przepisem mówiącym o oddzieleniu państwa od Kościoła, a także za zmianą art. 99 konstytucji marcowej mówiącego o stosunkach własnościowych.
Oba projekty przekazano Komisji Konstytucyjnej. Tymczasem gwałtownemu pogorszeniu ulegają stosunki na linii rząd – opozycja. Na miejsce Kazimierza Bartla szefem rządu zostaje w kwietniu 1929 Kazimierz Świtalski, zwolennik siłowych rozwiązań. W odpowiedzi na to powstaje blok Centrolew. Kurs rządzących ulega złagodzeniu i 29 grudnia 1929 premierem ponownie zostaje Bartel, zajmujący raczej ugodowe stanowisko. Komisja Konstytucyjna rozpoczyna prace nad zgłoszonymi projektami. Przewodził jej Wacław Makowski (związany z sanacją), a później Kazimierz Czapiński (poseł socjalistyczny). W czasie jej pracy zgłoszono jeszcze dwa projekty.

### Projekt PSL „Piast”, PSChD i NPR
Projekt przedłożony przez PSL „Piast”, Polskie Stronnictwo Chrześcijańskiej Demokracji i Narodową Partię Robotniczą zawierał maksymalne sprecyzowanie zadań parlamentu. Miało to na celu zapobieżeniu wykorzystywaniu precedensów konstytucyjnych. PSL „Piast” i chadecja postulowały również zwiększenie liczby senatorów do 150. Przewidywano wyłanianie senatorów w 2/3 w drodze wyborów powszechnych, a w 1/3 desygnowani mieli być przez organy samorządu terytorialnego. Ugrupowania powyższe chciały także przedłużenia kadencji Senatu o 2 lata.

### Wniosek Klubu Narodowego
Klub Narodowy był zespołem parlamentarzystów endeckich ze Stronnictwa Narodowego. Jego projekt ustawy zasadniczej zakładał wybór prezydenta przez Zgromadzenie Narodowe. Zgodnie z projektem, parlament miał zmienić nazwę na Sejm – który miał składać się z Izby Poselskiej i Senatu. Obie izby byłyby zrównane w uprawnieniach i obowiązkach. Zmiany w prawie wyborczym: oprócz podniesienia cenzusu wieku, wprowadzenie głosowania kurialnego 1/2 posłów wyłanianych w wyborach powszechnych, 1/4 – wybory przeprowadzane pośród osób z wykształceniem co najmniej średnim, 1/4 – wybory pośród zrzeszeń gospodarczych: izb rolniczych, handlowych itd. Postulowano także zwiększenie kadencji Senatu do 9 lat i zmniejszenie wpływu mniejszości narodowych w państwie.

### Po wyborach brzeskich

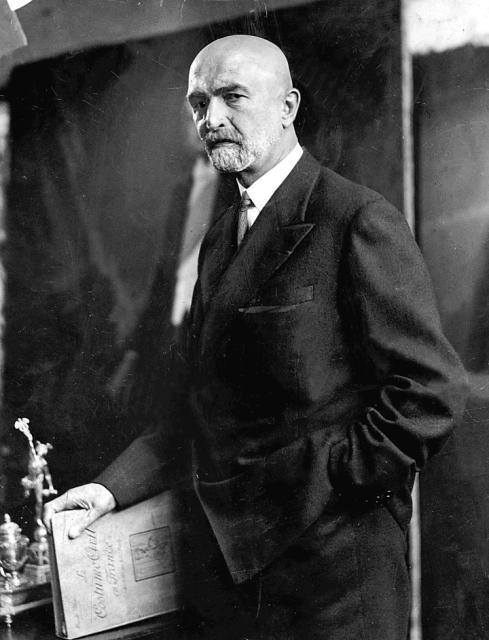
Walery Sławek – główny ideolog propozycji ustrojowych wprowadzonych do konstytucji kwietniowej

Przez prawie 2 miesiące trwała dyskusja w Komisji Konstytucyjnej nad zgłoszonymi projektami. Tymczasem Kazimierza Bartla zmienia na stanowisku premiera Walery Sławek – zwolennik siłowych rozwiązań w sporze parlamentu z rządem. Pojawia się groźba przedterminowego rozwiązania parlamentu i zamachu stanu. W odpowiedzi na to ugrupowania opozycyjne skupione w Centrolewie zwołują na 29 czerwca 1930 roku w Krakowie Kongres Obrony Prawa i Wolności Ludu. Wobec tego 23 sierpnia 1930 roku premierem zostaje Józef Piłsudski. 29 sierpnia na jego wniosek prezydent Ignacy Mościcki rozwiązuje parlament, a czołowi przywódcy Centrolewu zostają osadzeni w twierdzy brzeskiej.
W listopadzie 1930 roku miały miejsce przedterminowe wybory do parlamentu, tzw. „wybory brzeskie”. Sanacja uzyskała w nich 56% mandatów w Sejmie, co stanowiło większość bezwzględną, ale niewystarczającą dla przeprowadzenia zmiany konstytucji – wymagane były 2/3. W Senacie natomiast zdobyła aż 69% miejsc. Marszałkiem Sejmu został Kazimierz Świtalski, a marszałkiem senatu – Władysław Raczkiewicz (obaj z sanacji).
W lutym 1931 roku sanacja zgłosiła nowy projekt, niebędący już tylko poprawkami do konstytucji marcowej. Następnie przegłosowano jego przekazanie pod prace w Komisji Konstytucyjnej. Tam na 30 członków, 18 było członkami BBWR. Na znak sprzeciwu względem takich proporcji, członkowie opozycyjni odmówili pracy – Komisja obradowała tylko w składzie sanacyjnym. 17 marca 1931 roku Komisja rozpoczęła swoje prace – projekt przedstawił Stanisław Car, znany z wykorzystywania precedensów konstytucyjnych dla „naginania” przepisów konstytucji marcowej i przeprowadzania „czystek” w resorcie sprawiedliwości. Nad formą nowej ustawy zasadniczej pracowało również tak zwane zgromadzenie lokatorów – zespół nieformalny, złożony z aktualnego premiera i jego poprzedników, czyli Sławka, Prystora, Świtalskiego i Jędrzejewicza (brakowało tylko Bartla). Faktycznymi autorami tez konstytucyjnych byli: Stanisław Car, Bohdan Podoski i Walery Sławek.
6 sierpnia 1933, na Zjeździe Legionistów, Walery Sławek przedstawił założenia nowej konstytucji:
- aklasowa praca dla państwa
- solidaryzm społeczny – państwo dobrem wszystkich jego obywateli
- konieczne utworzenie jednak tzw. elity obywateli – zespołu osób, które ze względu na unikatowe umiejętności i zasługi w przeszłości, mają zwiększony wpływ na życie polityczne państwa.

Prace nad projektem zakończono jesienią 1933, następnie został on zaakceptowany na połączonym zebraniu senatorów i posłów należących do BBWR. Tuż przed otwarciem nowej sesji Sejmu Sławek polecił Carowi przygotowanie tzw. „tez konstytucyjnych”, będących odbiciem tekstu projektu nowej konstytucji. Miały one zostać stworzone w celu przedstawienia ich niższej izbie parlamentu do konsultacji. Innym torem toczyły się natomiast dalsze prace nad projektem, o których wiedziała tylko wąska grupa członków sanacji.

### „Tezy konstytucyjne” i głosowanie sejmowe
W grudniu 1933 „tezy konstytucyjne” przedstawiono Komisji Konstytucyjnej. 26 stycznia 1934 na posiedzeniu Sejmu pojawiło się sprawozdanie Komisji z toku prac nad wnioskiem BBWR-u w sprawie zmiany ustawy zasadniczej. Nikt nie wiedział, iż sprawozdanie to było tak naprawdę projektem nowej konstytucji. Kiedy Stanisław Car wystąpił z referatem na temat nowej ustawy zasadniczej, opozycja opuściła salę obrad na znak protestu. Posłowie antysanacyjni twierdzili, iż wybory były sfałszowane. Wówczas Car, po naradzie z marszałkiem Sejmu, zadecydował iż należy skorzystać z nieobecności opozycji i przegłosować projekt konstytucji w trybie nagłym, tak jak zwykłą ustawę. Takie postępowanie nie było jednak zgodne z prawem.
Marszałek Świtalski postanowił zachować pozory i wezwać na salę posła opozycyjnego Mieczysława Niedziałkowskiego, informując go o nadchodzącym głosowaniu nad ważną ustawą. Car zgłosił tymczasem wniosek o uznanie „tez konstytucyjnych” za projekt konstytucji i zmianę tytułu na „Ustawę konstytucyjną”. Spotkało się to z oporem Stanisława Strońskiego, który zwrócił uwagę na to, iż zgodnie z art. 125 konstytucji marcowej wniosek taki należy zgłosić przynajmniej na 15 dni przed planowanym głosowaniem, a ponadto musi on być podpisany przez 1/4 ustawowej liczby posłów. Jednak posłowie BBWR-u przegłosowali skrócenie procedury, a zaraz potem zadecydowali o przyjęciu pod głosowanie projektu w drugim i zaraz potem w trzecim czytaniu. Przyjęcie zostało przegłosowane i w szeregach sanacyjnych zapanowała radość. Odśpiewano m.in. „Pierwszą Brygadę”.

### Prace w Senacie
Kilka dni później Świtalski i Sławek spotkali się z Piłsudskim, aby zreferować mu postępy w pracach konstytucyjnych. Ku ich zaskoczeniu, marszałek nie był zachwycony sposobem przegłosowania projektu. Obawiał się, że niezwykły tryb, w którym ustawa zasadnicza została uchwalona, da opozycji pretekst do kwestionowania jej legalności. Skrytykował też pomysł Sławka na utworzenie tzw. „Legionu Zasłużonych”, złożonego m.in. z kawalerów Virtuti Militari i Krzyża Niepodległości. Piłsudski, nie chcąc zadrażniać sytuacji, polecił, aby prace nad projektem nowej konstytucji odłożyć na rok, a następnie zatrzeć złe wrażenie poprzez szczegółową debatę na jej temat w Senacie, jak również umożliwienie opozycji wprowadzenia kilku swoich poprawek.
Pod koniec marca 1934 roku projekt przyjęty przez Sejm znalazł się w Senacie. Senacka Komisja Konstytucyjna zakończyła swe prace 11 stycznia 1935 roku. 16 stycznia odbyła się nad projektem debata w Senacie – projekt przedstawiał konserwatywny zwolennik sanacji, Wojciech Rostworowski. Poprawki Senatu zgrupowano w 60 punktów, główne zmiany to:
- Zmiany redakcyjne w rozdziale dotyczącym uprawnień prezydenta,
- Usunięcie proporcjonalności w wyborach do Sejmu,
- Zrównanie długości kadencji obu izb parlamentu,
- Przerzucenie z konstytucji do ordynacji wyborczej kwestii wyboru składu Senatu przez „Legion Zasłużonych”, ich liczby oraz sposobu powoływania,
- Znaczne zmiany dotyczące sądownictwa.

Dalsze obrady miały burzliwy charakter – m.in. marszałek Senatu Raczkiewicz nie dopuścił do dyskusji na temat sposobu przegłosowania projektu w Sejmie, senator Stanisław Głąbiński wskazywał, iż w tekście nie ma definicji pojęcia „naród”, a zdaniem PPS-u konstytucja rozszerzała „interesy klas posiadających”. Przeciwko projektowi byli również reprezentanci mniejszości narodowych – niemieckiej i ukraińskiej.
W głosowaniu nad przyjęciem projektu w Senacie brało udział 98 senatorów (wymagane quorum wynosiło wówczas 2/3 składu, czyli 66 senatorów). Za było 74 członków Senatu, a przeciwko – 24, przy jednym głosie wstrzymującym się. Zgodnie z powyższym ustawa konstytucyjna została przyjęta.

### Ostatnie prace

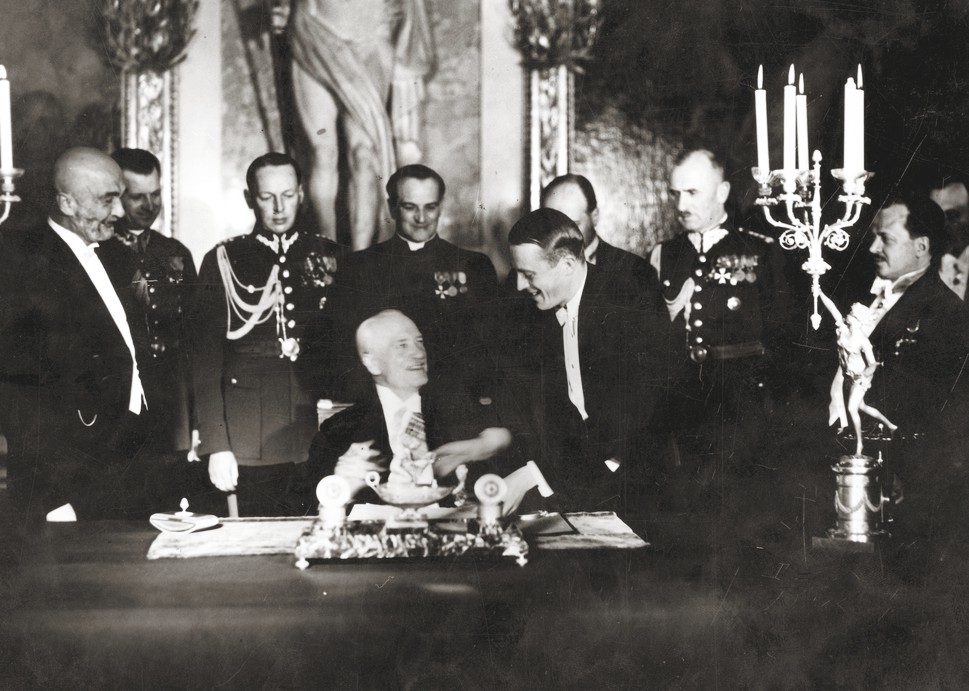
Prezydent Ignacy Mościcki podpisuje konstytucję kwietniową 23 kwietnia 1935

Poprawki Senatu zostały zaakceptowane przez sejmową Komisję Konstytucyjną i 23 marca 1935 roku sprawa stanęła na porządku obrad niższej izby parlamentu. Z ostrą krytyką metod sanacji wystąpili wówczas m.in. Zygmunt Żuławski (PPS) i Stroński – ten ostatni wskazywał nawet na to, iż kształt projektu odbiega wyraźnie od założeń marszałka Piłsudskiego.
Po zakończeniu debaty przyszedł czas na głosowanie nad przyjęciem poprawek Senatu. W głosowaniu udział brało 399 posłów, nieobecnych było 42 członków izby, głównie reprezentujących mniejszości narodowe. Za było 260 posłów, przeciw – 139. Opozycja zaprotestowała, iż nie było wymaganej większości – 266 posłów. W tym wypadku nie miał bowiem zastosowania art. 35 odnoszący się do ustaw zwykłych i mówiący o przyjęciu przez Sejm poprawek Senatu zwykłą większością głosów lub ich odrzuceniu większością 11/20, lecz art. 125, regulujący tryb zmiany konstytucji i wymagający do jej uchwalenia konsekwentnie większości 2/3 głosów. Jednak marszałek Świtalski uznał, iż decyzja ta zapadła według trybu przewidywanego przez art. 35 konstytucji marcowej, czyli zwykłą większością głosów.
23 kwietnia 1935 roku konstytucja została podpisana przez prezydenta Ignacego Mościckiego i przez członków rządu. Dzień później, wraz z ogłoszeniem w „Dzienniku Ustaw”, konstytucja kwietniowa weszła w życie.

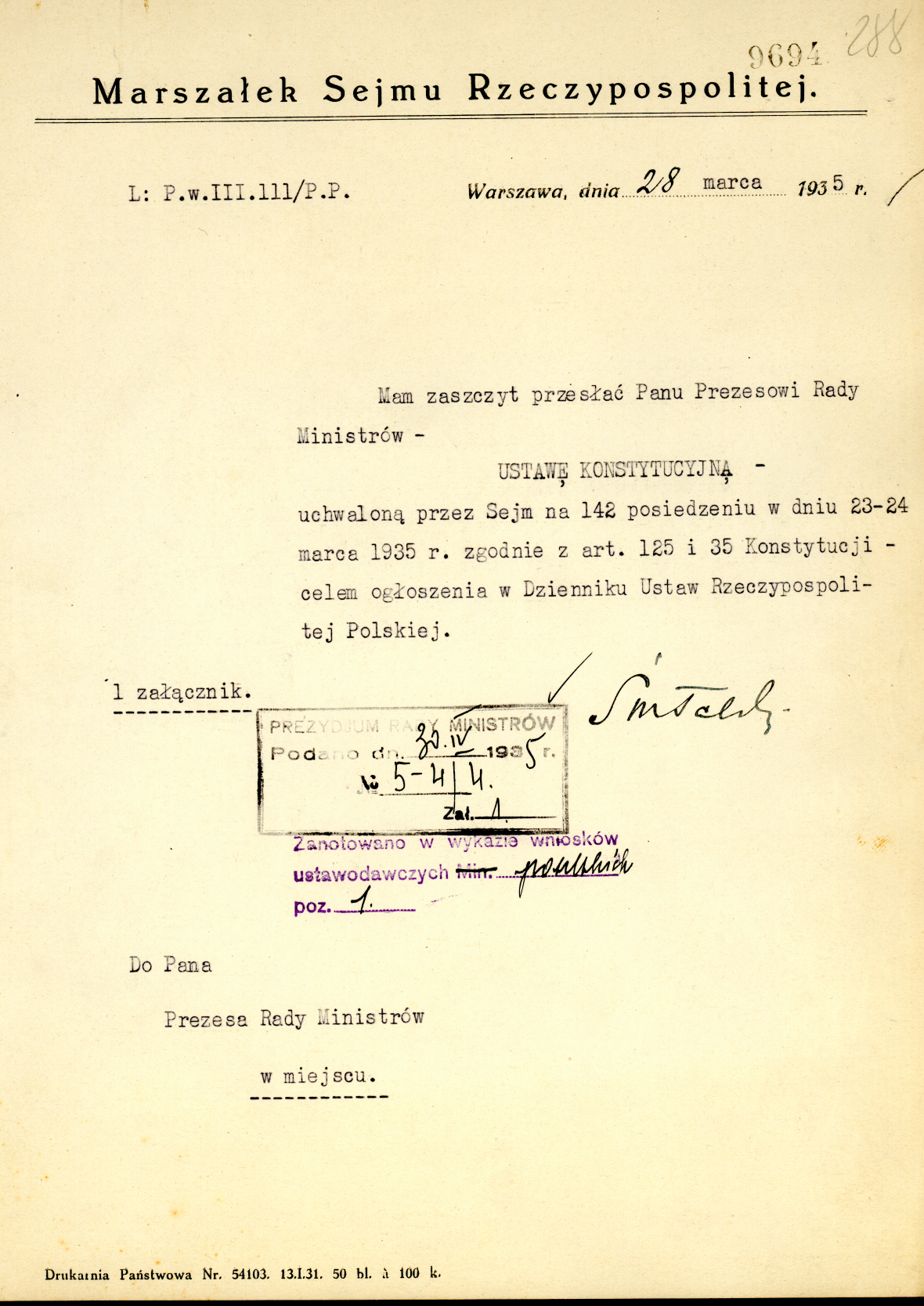
Pismo przewodnie Marszałka Sejmu do premiera dotyczące przesłania konstytucji celem promulgacji w Dzienniku Ustaw

## Ogólna charakterystyka
Konstytucja kwietniowa wysuwała państwo na plan pierwszy, ale traktowane jako struktura organizująca życie społeczne i gwarantująca prawa jednostki. Obywatel miał zapewnioną równość wobec prawa, możliwość rozwoju wartości osobistych oraz wolność sumienia, słowa i zrzeszeń, ograniczone jednak przez dobro powszechne, ponieważ żadne działanie nie może stanąć w sprzeczności z celami państwa, wyrażonymi w jego prawach. W razie oporu państwo stosuje środki przymusu. Wojskowi, należący do zmobilizowanej części wojska lub marynarki wojennej nie mogli brać udziału w wyborach powszechnych.

## Rozdział I – „Rzeczpospolita Polska”
Składa się z 10 artykułów, nazywanych „dekalogiem” – zawierającym ogólne założenia ideowo-organizacyjne, na których opierała się konstrukcja życia państwowego. „Dekalog” był manifestem odejścia od głównych zasad konstytucji marcowej.
Zmiana podmiotu władzy w państwie – nie był to już naród: „Państwo polskie jest wspólnym dobrem wszystkich obywateli”. Duża uwaga poświęcona pozycji ustrojowej prezydenta, na którym „spoczywa odpowiedzialność wobec Boga i historii za losy Państwa”. Naczelne obowiązki prezydenta to: troska o dobro kraju, gotowość obronna i reprezentowanie Polski względem narodów świata. Pod jego zwierzchnictwem rząd, Sejm, Senat, Siły Zbrojne, sądy i kontrola państwowa. Ale przyznanie poważnej roli jednostce w życiu społecznym i politycznym – w odróżnieniu od faszyzmu.
Następnie przepis o koncepcji elitarnej pozycji obozu rządzącego – możliwość ograniczenia praw politycznych jednostek lub grup. Jednak dalej umieszczenie zakazu dyskryminacji politycznej i społecznej ze względu na pochodzenie, wyznanie, płeć i narodowość.
Rozdział I brzmi niejednoznacznie. Jego interpretacja możliwa jest w duchu autorytarnym, ale również i wręcz liberalnym. W Ustawie konstytucyjnej użyto zamiast pojęcia „naród”, terminu „wszyscy obywatele”, co miało swoją wymowę, tj. miało wspomóc asymilację państwową wszystkich obywateli, bez względu na różnice narodowościowe, religijne, klasowe.

## Rozdział II – „Prezydent”

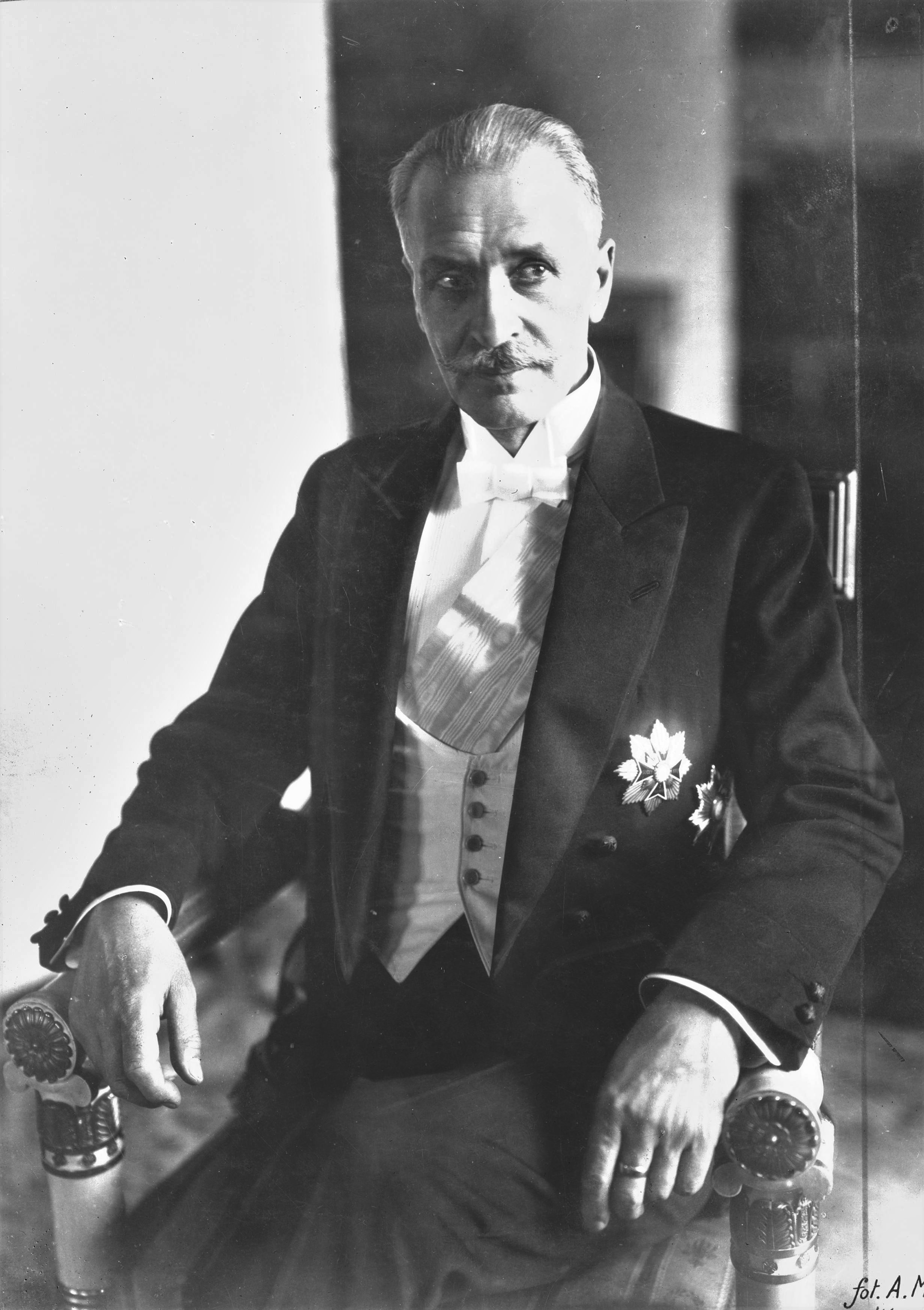
Prezydent Ignacy Mościcki

Prezydent otrzymał władzę zwierzchnią względem parlamentu i rządu – jednolitą i niepodzielną, był „odpowiedzialny wyłącznie przed Bogiem i historią” (odpowiedzialność moralna; konstytucja nie przewidywała ani odpowiedzialności konstytucyjnej, ani politycznej głowy państwa, a co za tym idzie nie było żadnej możliwości odwołania prezydenta z pełnionego urzędu przed upływem kadencji, chyba że sam się go zrzekł). Konstytucja nadała mu prerogatywy niewymagające kontrasygnaty odpowiednich ministrów. Mógł mianować premiera i ministrów, zwoływać i rozwiązywać Sejm i Senat, wyznaczać terminy ich sesji, powoływać 1/3 senatorów. Posiadał także prawo wskazania następcy na czas wojny, kandydata na prezydenta, mianowania lub odwołania Naczelnego Wodza. Dysponował prawem łaski, wydawania dekretów w czasie wojny, zarządzenia powszechnego głosowania. Za kontrasygnatą odpowiednich organów prezydent mógł wydawać dekrety o stanie wojny lub pokoju, mianować ministrów, wstrzymywać ustawy (weto zawieszające) oraz powoływać Sejm i Senat w zmniejszonym składzie. Pełnił funkcję reprezentacyjną w stosunkach międzynarodowych i posiadał zwierzchność nad siłami zbrojnymi. Ponadto prezydent miał przywilej nieodpowiedzialności za wydane przez niego akty urzędowe. Dodatkowo za czyny niezwiązane ze sprawowaniem władzy nie mógł być pociągnięty do odpowiedzialności w czasie pełnienia urzędu.

### Wybory prezydenckie
Prezydent wybierany był na siedmioletnią kadencję (brak przepisów o możliwości reelekcji) przez Zgromadzenie Elektorów, w skład którego wchodzili:
- 5 wirylistów (mężowie zaufania):
  - Marszałek Senatu – przewodniczący
  - Marszałek Sejmu – zastępca przewodniczącego
  - Prezes Rady Ministrów (premier),
  - Pierwszy prezes Sądu Najwyższego,
  - Generalny Inspektor Sił Zbrojnych,
- 75 elektorów wybranych spośród obywateli najgodniejszych w 2/3 przez Sejm i w 1/3 przez Senat.

Organ zwoływać miał Prezydent najpóźniej na piętnasty dzień przed upływem swego urzędowania. Ustępujący prezydent mógł wskazać kandydata na swojego następcę. Jeśli skorzystał z tego uprawnienia, wówczas wybór pomiędzy dwoma kandydatami (jednym zgłoszonym przez Zgromadzenie Elektorów, a drugim przez ustępującego prezydenta) miał być rozstrzygnięty w powszechnym głosowaniu.

### Przysięga prezydencka
Świadom odpowiedzialności wobec Boga i historii za losy Państwa, przysięgam Panu Bogu Wszechmogącemu, w Trójcy Świętej Jedynemu, na urzędzie Prezydenta Rzeczypospolitej: praw zwierzchnich Państwa bronić, jego godności strzec, ustawę konstytucyjną stosować, względem wszystkich obywateli równą kierować się sprawiedliwością, zło i niebezpieczeństwo od Państwa odwracać, a troskę o jego dobro za naczelny poczytywać sobie obowiązek. Tak mi dopomóż Bóg i Święta Syna Jego Męka. Amen.
Prezydenci, którzy byli wykonawcami tej konstytucji to: Ignacy Mościcki, Władysław Raczkiewicz, August Zaleski (równolegle z tzw. Radą Trzech), Stanisław Ostrowski, Edward Bernard Raczyński, Kazimierz Sabbat i Ryszard Kaczorowski.

## Rozdział III – „Rząd”
Rząd (mianowany przez prezydenta) posiadał tzw. domniemanie kompetencji, czyli kierował sprawami niezastrzeżonymi dla innych organów władzy. Konstytucja przewidywała wzmocnienie pozycji premiera, który miał reprezentować rząd na zewnątrz, kierować jego pracami i ustalać ogólne zasady polityki państwowej.
Organizacja rządu określona była przez dekret prezydencki, pod którym wymagany był podpis premiera i niektórych ministrów. Rząd był odpowiedzialny politycznie przed prezydentem, który mógł odwołać rząd w dowolnym momencie. Oprócz odpowiedzialności przed głową państwa utrzymano odpowiedzialność polityczną przed parlamentem, ale w nader ułomnej postaci. Warto przy tym zauważyć, że do egzekwowania odpowiedzialności politycznej rządu został uprawniony także Senat, a nie – jak dotychczas – tylko Sejm. W przypadku wotum nieufności wobec rządu udzielonego przez obie izby, prezydent mógł albo zaakceptować tę decyzję i odwołać rząd, albo też nie zgodzić się z nią, ale wówczas musiał rozwiązać parlament. W tym drugim przypadku rząd pełnił dalej swe obowiązki. Tak więc odwołanie gabinetu przez parlament bez zgody głowy państwa nie było możliwe.

## Rozdział IV – „Sejm”
Rozdział tak został zredagowany, aby jak najmocniej ograniczyć uprawnienia Sejmu. Kompetencje izby:
- funkcja ustawodawcza
- kontrola nad działalnością rządu: możliwość wystosowania żądania ustąpienia gabinetu lub ministra, możność pociągnięcia ich do odpowiedzialności konstytucyjnej, składanie interpelacji, zatwierdzanie corocznych rachunków państwowych, udzielanie rządowi absolutorium, udział w kontroli nad długami państwa
- ustalanie budżetu
- nakładanie podatków na obywateli.

Czynne prawo wyborcze w wyborach do Sejmu przysługiwało po ukończeniu 24 lat, zaś bierne (prawo wybieralności) po ukończeniu 30 lat. Wybory do Sejmu czteroprzymiotnikowe: powszechne, tajne, bezpośrednie i równe, ale już nie proporcjonalne. Kadencja izby – 5 lat. Sesja Sejmu skrócona do 4 miesięcy.
Nastąpiło drastyczne ograniczenie immunitetu parlamentarnego – posłowie „korzystają tylko z takich rękojmi nietykalności, jakich wymaga ich uczestnictwo w pracach Sejmu”.
Nowa ordynacja wyborcza zmniejszała liczbę posłów do 208, wybieranych po dwu w 104 okręgach wyborczych. Wprowadziła wyraźnie antydemokratyczną procedurę zgłaszania i ustalania list kandydatów na posłów, w myśli której jedynym i wyłącznym czynnikiem, mającym to prawo były tzw. zgromadzenia okręgowe. W skład takiego zgromadzenia, które ustalało jedną tylko listę dla danego okręgu wyborczego, wchodzili przedstawiciele samorządów terytorialnego, gospodarczego i zawodowego, obradujący pod przewodnictwem mianowanego przez ministra spraw wewnętrznych komisarza wyborczego. W praktyce listę kandydatów ustalano już z góry na drodze wzajemnej konsultacji i porozumienia centralnych władz rządowych z wojewodami i starostami.

## Rozdział V – „Senat”
Konstytucja przyznała nowe uprawnienia Senatowi – udział (jednak bez prawa do zapoczątkowania) w uchwalaniu wotum nieufności rządowi lub ministrowi, uchylanie zarządzeń wprowadzających stan wyjątkowy. Senat składał się z senatorów powoływanych w 1/3 przez Prezydenta, a w 2/3 w drodze wyborów.
Konstytucja nie regulowała kwestii praw wyborczych w wyborach do Senatu, pozostawiając te kwestie do rozstrzygnięcia w ordynacji wyborczej. Nowa ordynacja wyborcza zmniejszała liczbę senatorów ze 111 do 96. Bierne prawo wyborcze otrzymali obywatele, którzy ukończyli 40 lat; prawo wybierania do Senatu natomiast przysługiwało z tytułu zasługi osobistej (posiadania określonych w ustawie orderów i odznaczeń państwowych), z tytułu wykształcenia (legitymowania się wyższym wykształceniem albo stopniem oficerskim) bądź z tytułu zaufania obywateli (sprawowania funkcji publicznej pochodzącej z wyboru, np. w samorządzie terytorialnym), a obwarowane było dodatkowo przez cenzus wieku (ukończenie 30 lat). Wybory miały charakter dwustopniowy (pośredni). Kadencja Senatu – 5 lat.

## Rozdział VI – „Ustawodawstwo”
Konstytucja kwietniowa ograniczała uprawnienia obu izb parlamentu w dziedzinie ustawodawstwa, m.in. przez wprowadzenie dekretów prezydenta o mocy ustawy: dotyczące organizacji rządu, dekrety w trybie pełnomocnictw (z wyjątkiem zmiany konstytucji), dekrety wydawane w czasie, gdy Sejm był rozwiązany. Ponadto przepis: „Uchwałę Senatu, odrzucającą projekt lub wprowadzającą w nim zmiany uważa się za przyjętą, jeżeli Sejm nie odrzuci jej większością 3/5 głosów”. Dodatkowo wprowadzono weto zawieszające prezydenta.

## Rozdział VII – „Budżet”
Utrzymano postanowienia noweli sierpniowej, z tym, że terminy zostały skrócone do 4 miesięcy.

## Rozdział VIII – „Siły zbrojne”
Sytuacja uregulowana została zgodnie z postulatami Piłsudskiego. Prezydent wydawał dekrety o organizacji dowództwa sił wojskowych i decydował o użyciu wojska do obrony kraju. Prezydent mógł jednak wyznaczyć Naczelnego Wodza, który w takim przypadku przejmował te uprawnienia.

## Rozdział IX – „Wymiar sprawiedliwości”
Władzę sądowniczą sprawować miały niezawisłe sądy, złożone z nieusuwalnych sędziów, których mianował prezydent.
Prawa obywatelskie powtórzono za konstytucją marcową. Określono pozycję ustrojową Trybunału Stanu, który orzekał w sprawach ministrów, senatorów, posłów, których mógł pociągać do odpowiedzialności konstytucyjnej. Skład Trybunału powoływany był przez prezydenta spośród sędziów przedstawianych mu na te pozycje przez Sejm i Senat.

## Rozdział X – „Administracja państwowa”
W tym rozdziale określono struktury samorządu terytorialnego – trójszczeblowość: poziom wojewódzki, powiatowy, gminny oraz dzielnice.

## Rozdział XI – „Kontrola państwowa”
Najwyższa Izba Kontroli została podporządkowana prezydentowi, który mianował jej prezesa, a na jego wniosek i z jego kontrasygnatą także pozostałych członków kolegium NIK-u.

## Rozdział XII – „Stan zagrożenia państwa”
Nastąpiło rozróżnienie stanu wyjątkowego od stanu wojennego. W czasie tego drugiego prezydent uzyskiwał nadzwyczajne uprawnienia: mógł wydawać dekrety, których przedmiotem mogły być wszystkie dziedziny z wyjątkiem zmiany konstytucji, przedłużyć kadencję Izb Ustawodawczych do czasu zawarcia pokoju, zwoływać je w zmniejszonym składzie, a także wyznaczyć swojego następcę. Pozwalały mu one sprawować władzę niemal absolutną.

## Rozdział XIII – „Zmiana konstytucji”
Zmiana konstytucji mogła być dokonywana z inicjatywy:
- Prezydenta – wymagana wówczas większość zwykła w obu izbach parlamentu; wniosek przedstawiony przez Prezydenta mógł być głosowany tylko w całości lub ewentualnie ze zmianami, na które wyraził zgodę Rząd w imieniu Prezydenta[11],
- Rządu lub 1/4 ustawowej liczby posłów – wymagana wówczas większość ustawowej liczby posłów i senatorów.

Prezydent mógł zastosować weto zawieszające o wyjątkowo długim okresie – ponowne rozpatrzenie wniosku mogło nastąpić dopiero w następnej kadencji parlamentu. Gdyby jednak Izby Ustawodawcze ponownie uchwaliły projekt bez zmian (i tym samym odrzuciły weto), Prezydent miał do wyboru: albo podpisać ustawę, albo rozwiązać Sejm i Senat, kończąc tym samym całą procedurę. Jak zatem wynika z powyższego, jakakolwiek zmiana ustawy zasadniczej bez zgody głowy państwa nie była możliwa.

## Rozdział XIV – „Postanowienia końcowe”
Konstytucja wchodziła w życie w dniu jej ogłoszenia.